# Boykinia
Boykinia es un género con 33 especies de plantas de flores de la familia Saxifragaceae.
Son plantas perennes que crecen de un rizoma con hojas lobuladas o dentadas y las inflorescencias en panículas con pocas flores. Son nativas de Norteamérica y Asia.

## Especies seleccionadas
- Boykinia aconitifolia
- Boykinia acontifolia
- Boykinia circinnata
- Boykinia elata
- Boykinia heucheraeformis

## Sinonimia
- Telesonix
- Therofon
- Therophon

- Datos: Q143754
- Multimedia: Boykinia / Q143754
- Especies: Boykinia